# かかしの旅
かかしの旅（かかしのたび）は、稲葉真弓の短編小説、及び2006年3月6日公開の日本映画。

## 概要
いじめを題材としたアンソロジー『いじめの時間』（1997年、朝日新聞出版）に収録された一篇。

## あらすじ
幼少期の事故で片足が不自由になった卓朗は「かかし」とあだ名されていじめを受け、それが原因で人前に出ると口がきけなくなる病気にもなった。ある日、学校と家に別れを告げてあてのない旅に出ることを決意した。

## キャスト
- 伊藤卓朗：林瓏
- イタヤ：上原祐也
- ラー：大河
- マック：平尾勇気
- ミキ：岩井七世
- 伊藤美佐江：賀来千香子
- 山下先生：益岡徹
- ミキの祖母：馬渕晴子
- あやか：尾高杏奈
- ヤスオ：伊藤瞭
- ：松原睦
- ：村田将平
- ：上森寛元
- ：工藤洸
- ：鈴木凛々子
- ：田村真莉
- ：吉野和晃
- ：湯川尚樹
- ：石塚裕也
- ：森亮樹
- ：木下勇翔
- ：藪内亮太
- ：のむらゆみ
- ：新妻さとこ
- ：伊沢磨紀
- ：間宮啓行
- ：山崎清介
- ：上杉祥三
- ：大河内浩
- ：なぎら健壱

## スタッフ
- 監督：冨永憲治
- 原作：稲葉真弓
- 脚本：岩田元喜
- 音楽：川崎真弘
- 企画・製作：相澤徹
- プロデューサー：神成文雄
- 助監督：鈴木朋生
- 撮影：寺沼範雄
- 照明：森谷清彦
- 録音：福田伸
- 製作：映画「かかしの旅」製作実行委員会
- 上映時間：93分